# Miguel Cabrera (Baseballspieler)

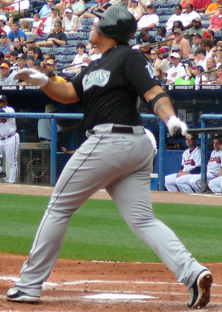
Cabrera als Spieler der Florida Marlins 2007

José Miguel Torres Cabrera (* 18. April 1983 in Maracay, Aragua, Venezuela) ist ein ehemaliger venezolanischer Baseballspieler in der Major League Baseball (MLB) auf der Position des First Basemans.
Miguel Cabrera kam aus dem Farmsystem der Florida Marlins, die ihn am 2. Juli 1999 als Free Agent verpflichteten, und spielte zu Beginn der Saison 2003 noch bei den Double-A Carolina Mudcats. Im Juni 2003 wurde er als bis dahin zweitjüngster Spieler der Marlins nach Edgar Rentería in den Kader der Major League berufen und gewann gleich in seinem Debütjahr die World Series. Er wurde von 2004 bis 2007 bereits viermal in das All-Star-Team gewählt. In der Defensive hat er auf verschiedenen Positionen gespielt, Left Field, Right Field, Third Base und zuletzt bei seinem jetzigen Team, den Detroit Tigers, als First Baseman. Seine Offensivstatistiken im Alter von 25 Jahren lassen sich mit denen von Hank Aaron und Ken Griffey Jr. vergleichen.

## Florida Marlins 2003 bis 2007
Bei seinem ersten Spiel für die Marlins gelang Cabrera ein Walk-Off-Home Run. Es war erst dritte Mal seit 1900, dass ein Spieler bei seinem Debüt der Home Run zum Sieg gelang. Floridas Manager Jack McKeon setzte in gleich als Cleanup-Batter an vierter Stelle im Line-Up ein und Cabrera spielte eine der besten Spielzeiten eines Neulings überhaupt. Seine Leistungen in den Play-offs trugen maßgeblich zum Gewinn der World Series 2003 bei. Im Spiel vier gegen die New York Yankees traf ihn Roger Clemens mit einem Inside-Fastball, zwei Pitches danach schlug Cabrera einen Home Run über das Right Field. Seine erste Saison beendete Cabrera mit einem Schlagdurchschnitt von .268, 12 Home Runs, 62 RBI und 39 Runs. In der nächsten Saison schloss er nahtlos an seine Leistungen des Vorjahres an und spielte nach .294 mit 33 Home Runs, 112 RBI und 101 Runs das erste Mal im All-Star-Game. In der Defensive war Cabrera auf Positionen im Outfield eingesetzt. In einem starken Line-Up mit Luis Castillo, Jeff Conine, Carlos Delgado, Alex González und Mike Lowell ragte er mit .323, 33 Home Runs und 116 RBI erneut heraus und er wurde zum jüngsten Spieler der MLB, dem zwei Spielzeiten hintereinander mehr als 30 Home Runs gelangen. Wieder war Cabrera im All-Star-Team vertreten, außerdem gewann er einen Silver Slugger Award. In der Saison 2006 war Cabrera einer der Schlüsselspieler bei den Marlins, nachdem diese zahlreiche namhafte Spieler vor der Saison abgegeben und junge Talente in den Kader aufgenommen hatten. Dank der Schlagstärke der Neuen mit Hanley Ramírez und Dan Uggla vor, sowie Josh Willingham nach ihm im Line-Up erzielte er einen Schlagdurchschnitt von .339, schlug 26 Home Runs und 114 RBI. Wieder spielte er bei den All-Stars und erhielt einen Silver Slugger. Die Ehre des besten Batters blieb ihm allerdings vorenthalten, hier war Freddy Sanchez von den Pittsburgh Pirates mit .344 vorn. 2006 war das erste Jahr, in dem Cabrera nicht im Outfield, sondern Third Base spielte, nachdem der bisherige reguläre Third Baseman, Mike Lowell, zusammen mit Josh Beckett unter anderem gegen Ramírez und Aníbal Sánchez zu den Boston Red Sox gewechselt war. Erwähnenswert ist ein At-Bat Cabreras, bei dem er absichtlich mit einem Walk auf Base gebracht werden sollte, um seiner gefürchteten Schlagstärke zu entgehen, Cabrera aber den seitlich vorbei geworfenen Ball zu einem Hit traf und entscheidend in Führung brachte. Sein Wechsel in der Defensive auf die Hot Corner brachte Cabrera auch Kritik ein, da er einige Unsicherheit zeigte und mehrere spielentscheidende Errors beging, unter anderem im All-Star-Game und auch in einem Spiel der Marlins, bei dem es danach zu einer Auseinandersetzung zwischen dem Marlins-Pitcher Scott Olsen, der ihm mangelnden Einsatz vorwarf, und Cabrera kam.
Aufgrund seiner Leistungen bekam Cabrera einen hochdotierten Einjahresvertrag nach dem Arbitration hearing, einer Art neutraler Schlichtungskommission bei stockenden Vertragsverhandlungen. Im Laufe der Saison 2007 wurde Cabrera zweimal zum Spieler der Woche gewählt, wie zum vierten Mal in Folge in das All-Star-Team der National League. Im Laufe der Saison gelang ihm sein RBI Nummer 500, nach Mel Ott und Ted Williams als drittjüngstem Spieler. Kurz vor dem ersten Grand Slam seiner Karriere am 15. September 2007 gegen die Colorado Rockies schaffte er auch mit dem 100. RBI der Saison als einziger Spieler neben David Ortiz, Alex Rodríguez, Albert Pujols und Vladimir Guerrero Sr. diese Grenze in den ersten vier seiner Spielzeiten. Seine beeindruckendsten Statistiken für 2007 sind der Schlagdurchschnitt von .320, 34 Home Runs, 119 RBI und eine .401 On-base percentage.

## Detroit Tigers 2008 bis 2023
Miguel Cabrera wurde wegen finanzieller Beschränkungen bei den Florida Marlins im Dezember 2007 zusammen mit Pitcher Dontrelle Willis gegen die Nachwuchsspieler Andrew Miller, Dallas Trahern, Eulogio De La Cruz, Burke Badenhop, Cameron Maybin und Mike Rabelo an die Detroit Tigers abgegeben. In Detroit erhielt er den am vierthöchsten dotierten Vertrag der MLB-Geschichte. Sein Debüt für die Tigers gab Cabrera als Third Baseman am 31. März 2008. Obwohl er schon bei seinem dritten At-Bat für Detroit einen Home Run schlug, hatte er Schwierigkeiten, sich an die neue Umgebung zu gewöhnen. Er beging mehr Errors als sonst und wurde daraufhin als First Baseman eingesetzt. Dies war mit ein Grund, dass er erstmals nicht in das All-Star-Team berufen wurde. Nach dem All-Star-Game fand Cabrera zu alter Stärke zurück und wurde nach acht Home Runs und .330 Batting Average zum Spieler des Monats Juli ernannt. Er beendete die Saison mit neuen persönlichen Rekorden für Home Runs (37) und RBI (127) und wurde damit zweitjüngster Home Run Champion der American League nach Troy Glaus.
2012 konnte Cabrera die Triple Crown gewinnen. Hier gilt der höchste Schlagdurchschnitt (AVG), die meisten Home Runs und die meisten RBI. Der Letzte, dem dies gelang, war Carl Yastrzemski für die Boston Red Sox im Jahr 1967. Damit endete die längste Durststrecke in dieser Wertung, welche seit 1920 erhoben wird. Im letzten Saisonspiel ließ er sich aber vorzeitig auswechseln, nachdem er bereits 2× am Schlag stand (Fly-Out, Strike-Out) und sein AVG-Schnitt auf 33 % absank. In dieser Saison konnte er ebenso die meisten Bases (377), extra Base Hits (84), go-ahead RBI (34), Grounding Into Double Plays (28) und Multiple Hit Games (64) gewinnen. Die letztgenannte Kategorie teilt er sich gemeinsam mit Derek Jeter. Sein AVG war allerdings nur der Beste in der AL, damit entging ihm die Major League Triple Crown. Er war außerdem an 139 von 726 Runs beteiligt (19,15 %). Das ist der höchste prozentuale Anteil eines einzelnen Spielers seit 1920 (als RBI eingeführt wurden). 1970 war Johnny Bench für die Cincinnati Reds an 148 von 775 Runs beteiligt (19,1 %).

## Privates
Cabrera bekennt sich zum Christentum, ist aber gleichzeitig seit 2006 ein Priester der Santería. Er ist verheiratet und hat mit seiner Frau Rosangel eine Tochter, ebenfalls mit Namen Rosangel. Im Winter lebt Cabrera in Venezuela, in den Vereinigten Staaten ist Birmingham in Michigan sein Wohnort.